# Slammiversary XII
Slammiversary XII – gala wrestlingu zorganizowana przez amerykańską federację Total Nonstop Action Wrestling (TNA). Odbyła się 15 czerwca 2014 w College Park Center w Arlington w stanie Teksas. Była to dziesiąta gala z cyklu Slammiversary oraz trzecie wydarzenie pay-per-view TNA w 2014 roku.

## Wyniki walk
Zestawienie zostało opracowane na podstawie źródła:
| Nr                                 | Wyniki | Stypulacje                                                           | Czas  |
| ---------------------------------- | --- | -------------------------------------------------------------------- | ----- |
| 1                                  | Sanada (c) pokonał Manika, Tigre Uno, Davey’ego Richardsa, Eddiego Edwardsa i Crazzy’ego Steve’a (z Knuxem, Rebel i The Freakiem)               | Six Man Ladder match o TNA X Division Championship                   | 9:40  |
| 2                                  | Bobby Lashley pokonał Samoa Joego | Singles match o miejsce w walce o TNA World Heavyweight Championship | 8:53  |
| 3                                  | Magnus (z Bramem) pokonał Willowa (z Abyssem)                                                                                                   | Singles match                                                        | 9:50  |
| 4                                  | Austin Aries pokonał Kenny’ego Kinga | Singles match o miejsce w walce o TNA World Heavyweight Championship | 10:01 |
| 5                                  | The Von Erichs (Marshall Von Erich i Ross Von Erich) (z Kevinem Von Erichem) pokonali The BroMans (Jessie Godderz i DJ Z) przez dyskwalifikację | Tag Team match                                                       | 5:12  |
| 6                                  | Angelina Love (c) (z Velvet Sky) pokonała Gail Kim                                                                                              | Singles match o TNA Knockouts Championship                           | 6:43  |
| 7                                  | Ethan Carter III (z Rockstar Spudem i Dixie Carter) pokonał Bully’ego Raya                                                                      | Texas Death match                                                    | 17:10 |
| 8                                  | Mr. Anderson pokonał Jamesa Storma | Singles match                                                        | 5:30  |
| 9                                  | Eric Young (c) pokonał Bobby’ego Lashleya i Austina Ariesa                                                                                      | Three Way Steel Cage match o TNA World Heavyweight Championship      | 12:10 |
| (c) – mistrz/mistrzyni przed walką | |                                                                      |       |